# Aphnaeus questiauxi
Aphnaeus questiauxi is een vlinder uit de familie van de Lycaenidae. De wetenschappelijke naam van de soort is voor het eerst geldig gepubliceerd in 1903 door Aurivillius.